# Tour de France 1991
Tour de France 1991 var den 78. udgave af Tour de France og blev afviklet fra den 6. til 28. juli 1991. Spanske Miguel Induráin tog den samlede sejr.

## Samlede resultat
|    | Rytter             | Tid       |
| -- | ------------------ | --------- |
| 1  | Miguel Induráin    | 101:01.20 |
| 2  | Gianni Bugno       | + 3.36    |
| 3  | Claudio Chiappucci | + 5.56    |
| 4  | Charly Mottet      | + 7.37    |
| 5  | Luc Leblanc        | + 10.10   |
| 6  | Laurent Fignon     | + 11.27   |
| 7  | Greg LeMond        | + 13.13   |
| 8  | Andrew Hampsten    | + 13.40   |
| 9  | Pedro Delgado      | + 20.10   |
| 10 | Gérard Rué         | + 20.13   |

## Etaperne
| Dato     | Etape    | Strækning                                  | km       | Etapevinder              | Samlet          |
| -------- | -------- | ------------------------------------------ | -------- | ------------------------ | --------------- |
| 6. juli  | Prolog   | Lyon (enkeltstart)                         | 5,4 km   | Thierry Marie            | Thierry Marie   |
| 7. juli  | 1        | Lyon – Lyon                                | 114,5 km | Djamolidine Abdoujaparov | Greg LeMond     |
|          | 2        | Bron – Chassieu (Eurexpo) (holdtidskørsel) | 36,5 km  | Ariostea                 | Rolf Sørensen   |
| 8. juli  | 3        | Villeurbanne – Dijon                       | 210,5 km | Etienne De Wilde         | Rolf Sørensen   |
| 9. juli  | 4        | Dijon – Reims                              | 286 km   | Djamolidine Abdoujaparov | Rolf Sørensen   |
| 10. juli | 5        | Reims – Valenciennes                       | 149,5 km | Jelle Nijdam             | Rolf Sørensen   |
| 11. juli | 6        | Arras – Le Havre                           | 259 km   | Thierry Marie            | Thierry Marie   |
| 12. juli | 7        | Le Havre – Argentan                        | 196,5 km | Jean-Paul van Poppel     | Thierry Marie   |
| 13. juli | 8        | Argentan – Alençon (enkeltstart)           | 73 km    | Miguel Induráin          | Greg LeMond     |
| 14. juli | 9        | Alençon – Rennes                           | 161 km   | Mauro Ribeiro            | Greg LeMond     |
| 15. juli | 10       | Rennes – Quimper                           | 207,5 km | Phil Anderson            | Greg LeMond     |
| 16. juli | 11       | Quimper – Saint-Herblain                   | 246 km   | Charly Mottet            | Greg LeMond     |
| 17. juli | Hviledag | Hviledag                                   | Hviledag | Hviledag                 | Hviledag        |
| 18. juli | 12       | Pau – Jaca                                 | 192 km   | Charly Mottet            | Luc Leblanc     |
| 19. juli | 13       | Jaca – Val-Louron                          | 232 km   | Claudio Chiappucci       | Miguel Induráin |
| 20. juli | 14       | Saint-Gaudens – Castres                    | 172,5 km | Bruno Cenghialta         | Miguel Induráin |
| 21. juli | 15       | Albi – Alès                                | 235 km   | Moreno Argentin          | Miguel Induráin |
| 22. juli | 16       | Alès – Gap                                 | 215 km   | Marco Lietti             | Miguel Induráin |
| 23. juli | 17       | Gap – l'Alpe d'Huez                        | 125 km   | Gianni Bugno             | Miguel Induráin |
| 24. juli | 18       | Bourg d'Oisans – Morzine                   | 255 km   | Thierry Claveyrolat      | Miguel Induráin |
| 25. juli | 19       | Morzine – Aix-les-Bains                    | 177 km   | Dmitrij Konysjev         | Miguel Induráin |
| 26. juli | 20       | Aix-les-Bains – Mâcon                      | 160 km   | Vjatjeslav Jekimov       | Miguel Induráin |
| 27. juli | 21       | Lugny – Mâcon (enkeltstart)                | 57 km    | Miguel Induráin          | Miguel Induráin |
| 28. juli | 22       | Melun – Paris                              | 178 km   | Dmitrij Konysjev         | Miguel Induráin |